# Fachkräftemangel
Als Fachkräftemangel bezeichnet man den Mangelzustand einer Volkswirtschaft, in dem eine bedeutende Anzahl von Arbeitsplätzen für Arbeitnehmer mit bestimmten Qualifikationen nicht besetzt werden kann, weil auf dem Arbeitsmarkt keine entsprechend qualifizierten Fachkräfte zur Verfügung stehen. Anzeichen für einen Fachkräftemangel können etwa überdurchschnittliche Steigerungen der Arbeitsentgelte eines Fachgebiets sein.

## Geschichte
Einen generellen Arbeitskräftemangel, „von dem mehr oder weniger alle Bereiche der Wirtschaft betroffen waren“, gab es laut dem Bundesamt für Migration und Flüchtlinge (2015) in Deutschland zuletzt in den 60er und frühen 70er Jahren des 20. Jahrhunderts. Damals konnte er durch Anwerbung von Arbeitskräften aus dem Ausland ausgeglichen werden, die in der Energiekrise 1973 teilweise gestoppt wurde.
Um 1975 setzte in Deutschland jedoch ein starker Geburtenrückgang ein, dessen Folgen für den Arbeitsmarkt um 1995 spürbar wurden. Einen sektoralen Mangel insbesondere von IT-Kräften beklagten z. B. der Verband Bitkom schon 1999 und Johann Welsch im Jahr 2001. Auch ein allgemein drohender Fachkräftemangel als Folge der demographischen Entwicklung wurde immer wieder diskutiert, jedoch durch Zuwanderung von qualifizierten Ostdeutschen in die westdeutschen Ballungszentren sowie von Polen und Russlanddeutschen (zunächst vor allem ins Handwerk) nach 1994 ausgeglichen, so dass es sogar zu einer hohen Arbeitslosenquote kam. Im Jahr 2014 gab die Bundeszentrale für politische Bildung an, dass sich der Zustand, dass es mehr offene Stellen als Bewerber gebe, auf einzelne Branchen und Regionen beschränke. Doch reichte die Qualifikation der Zuwanderer offensichtlich nicht mehr aus, so dass viele Unternehmen das „Risiko einer Qualitätsminderung seiner Produkte“ in Kauf nehmen mussten. So setzte die Diskussion um den Fachkräftemangel trotz massiver Zuwanderung um 2015 wieder ein.
| Jahr                     | 2018 | 2019 | 2020 | 2021 | 2022 | 2023 |
| ------------------------ | ---- | ---- | ---- | ---- | ---- | ---- |
| Anzahl der Engpassberufe | 165  | 185  | 131  | 148  | 200  | 183  |

Im Jahr 2022 gab es einen Engpass in jedem sechsten Fachkräfteberuf und im Jahr 2023 in rund jedem siebten Fachkräfteberuf. Für das Jahr 2023 „gibt es keine Belege für einen allgemeinen Arbeitskräftemangel. Das verfügbare Arbeitskräfteangebot übersteigt die Nachfrage nach Arbeitskräften in etlichen Berufen deutlich. Es zeigen sich Engpässe vor allem in Pflegeberufen, im Bereich der medizinischen Berufe, in Bau- und Handwerksberufen und in IT-Berufen. Aber auch Berufskraftfahrer sowie Erzieher werden händeringend gesucht.“

## Mangelberufe in Deutschland
Die Bundesagentur für Arbeit bewertet einmal jährlich die Fachkräftesituation am Arbeitsmarkt und weist eine Liste der Engpassberufe aus. Eine „Fachkraft“ entspricht einer mindestens zweijährigen Berufsausbildung. „Spezialist“ bedeutet eine Meister- oder Technikerausbildung, ein Bachelorabschluss oder eine kaufmännische Fortbildung bzw. ähnliche Weiterbildung. „Experte“ entspricht einer mindestens vierjährigen Hochschulausbildung. Im Jahr 2023 sind die Berufe mit dem größten Engpass:
| Fachkräfte                                 | Spezialisten                                          | Experten                                                                 |
| ------------------------------------------ | ----------------------------------------------------- | ------------------------------------------------------------------------ |
| Berufe in der regenerativen Energietechnik | Berufe im Gastronomieservice (ohne Spezialisierung)   | Tierärzte für Haus-, Heimtiere                                           |
| Pflegeberufe                               | Berufe in der Ergotherapie                            | Berufe in der Softwareentwicklung                                        |
| Zahnmedizinische Fachangestellte           | Berufe in der Physiotherapie                          | Fachärzte in der Inneren Medizin                                         |
| Berufe im Hotelservice                     | Zahnmedizinische Fachangestellte                      | Pflegeberufe                                                             |
| Berufe im Tiefbau (ohne Spezialisierung)   | Aufsicht – Klempnerei, Sanitär, Heizung, Klimatechnik | Apotheker, Pharmazeuten                                                  |
| Berufe operations-/med.-techn. Assistenz   | Aufsicht und Führung – Gastronomie                    | Fachärzte Anästhesiologie                                                |
| Berufe in der Systemgastronomie            | Pflegeberufe                                          | Aufsichts- und Führungskräfte – Bauplanung und -überwachung, Architektur |
| Berufe Sanitär-, Heizungs-, Klimatechnik   | Aufsicht, Führung – Med-Orthopäd, Rehatechnik         | Berufe Heilerziehungspflege, Sonderpädagogik                             |
| Berufe in der Fleischverarbeitung          | Berufe in der Orthopädie-, Rehatechnik                | Ärzte (sonstige spezifische Tätigkeiten)                                 |
| Berufskraftfahrer (Güterverkehr/LKW)       | Berufe in der Sprachtherapie                          | Fachärzte in der Kinder- u. Jugendmedizin                                |

Für die Anwerbung von ausländischen Fachkräften erstellt die Bundesregierung regelmäßig eine Liste der Mangelberufe.

### Berufe mit Fachkräfteüberschuss
Das Gegenteil von einem Fachkräftemangel ist der Fachkräfteüberschuss. In diesen Berufsgruppen kamen auf 100 gemeldete Arbeitsstellen die meisten Arbeitslosen (Oktober 2023 bis September 2024):
| 1. Technische Mediengestaltung 2. Öffentlichkeitsarbeit 3. Gebäudetechnik 4. Textilverarbeitung 5. Redaktion und Journalismus 6. Lehrtätigkeit in außerschulischen Bildungseinrichtungen 7. Verlags- und Medienwirtschaft 8. Lehrtätigkeit an allgemeinbildenden Schulen 9. Veranstaltungs-, Kamera-, Tontechnik 10. Biologie | 11. Veranstaltungsservice und -management 12. Werbung und Marketing 13. Ernährungs- und Gesundheitsberatung, Wellness 14. Fahr- und Sportunterricht in der außerschulischen Bildung 15. Geisteswissenschaften 16. Tierpflege 17. Buch-, Kunst-, Antiquitäten- und Musikfachhandel 18. Fahrzeugführung im Straßenverkehr 19. Innenarchitektur, Raumausstattung 20. Medien-, Dokumentations- und Informationsdienst |

In der Berufsgruppe „Technische Mediengestaltung“ kamen 1.662 Arbeitslose auf je 100 gemeldete Arbeitsstellen.

## Ursachen des Fachkräftemangels aus ökonomischer, psychologischer und rechtlicher Sicht

### Neoklassisches Arbeitsmarktmodell
Bedarf und Angebot an Humankapital sind in einer Volkswirtschaft keine festen Größen. Sie werden unter anderem über die Lohnhöhe von der jeweils anderen Marktseite beeinflusst: Eine Lohnerhöhung führt, wenn der Markt-Preis-Mechanismus „lehrbuchmäßig“ funktioniert,  zu einer Steigerung des Arbeitskräfteangebots, eine Lohnsenkung zu einem Rückgang. Fachkräfteengpässe in einer Branche oder Region können nach diesem Modell als Verfehlung des Gleichgewichtspreises in dem betreffenden Sektor des Arbeitsmarktes für qualifizierte Arbeitskräfte aufgefasst werden.

### Neigung und Eignung
Karl-Heinz Reith bezweifelt, dass die Wünsche von (künftigen) Arbeitnehmern an den Bedarf der Wirtschaft angepasst werden müssten: Damit das Bürgerrecht eines Bewerbers um eine Lehrstelle auf freie Wahl von „Beruf, Arbeitsstätte und Ausbildungsstätte“ (Art. 12 GG) in der Praxis Wirklichkeit werde, müsste es eine Quote von 100 Bewerbern zu 112,5 freien Lehrstellen geben. Dann erst hätten Lehrstellenbewerber wirklich eine ausreichende Auswahl zwischen mehreren Angeboten. Das habe das Bundesverfassungsgericht 1980 festgestellt. Tatsächlich habe die Quote 2016 nur 100 : 104,2 betragen und eine Quote über 112,5 sei in den vier Jahrzehnten davor auch nur einmal erreicht worden: 1992 mit 118,7 : 100.
Psychologen geben vor der Berufswahl Stehenden und bereits Berufstätigen den Rat, dass es am wichtigsten sei, durch die Arbeit in einem Beruf nicht die Motivation zu verlieren, diesen auch weiterhin auszuüben. Eine repräsentative Befragung deutscher Jugendlicher und junger Erwachsener ergab 2019, dass es jungen Menschen am wichtigsten sei, „dass sie eine Arbeit finden, die ihnen Spaß macht, gefolgt von einem sicheren Arbeitsplatz, einer Tätigkeit, die zu ihnen passt, und netten Kollegen. Ein hohes Gehalt war der Mehrheit zwar ebenfalls wichtig, rangierte in der Prioritätenliste aber eher im Mittelfeld.“
Von November 2016 bis Januar 2017 befragte das Bundesinstitut für Berufsbildung (BiBB) Jugendliche, die bei der Bundesagentur für Arbeit als Ausbildungsstellenbewerber für das Berichtsjahr 2015/2016 gemeldet waren, nach den Kriterien, die bei ihrer Entscheidung für einen bestimmten Betrieb den Ausschlag geben. Als am wichtigsten wurde das Potenzial als langfristiger Arbeitgeber genannt (89,6 % der Befragten), gefolgt von guten Rahmenbedingungen während der Ausbildung (70,6 %), einer guten gesellschaftlichen Vernetzung des Betriebs (65,8 %) und flexiblen Ausbildungsmöglichkeiten (61,9 %). Die Bedeutung dieser Präferenzen nehme, so das BiBB, mit der Verbesserung der Marktposition von Bewerbern zu. Der tatsächliche Zugang in eine betriebliche Ausbildungsstelle folge nach den Regeln des Marktes. Daraus ergebe sich, dass die Kriterien der Auswahl von Bewerbern wie von Betrieben mit den Verhältnissen auf dem Ausbildungsstellenmarkt variieren.

### Rolle des Staates
Durch die Reform des Staatsangehörigkeitsrechts, die im Januar 2000 in Kraft trat, sowie die Einsatzung einer Kommission „Zuwanderung“ und ein Sofortprogramm zur Deckung des IT-Fachkräftebedarfs im gleichen Jahr versuchte die Bundesrepublik, dem Fachkräftemangel entgegenzuwirken.
Jedoch sind dem Versuch, das Angebot an Arbeitskraft der Nachfrage danach durch eine Berufslenkung des Staates anzugleichen, die auch Privatunternehmen erfasst, in Deutschland aus verfassungsrechtlichen Gründen enge Grenzen gesetzt.
In ihrer Eigenschaft als Dienstherren bzw. Arbeitgeber haben Gebietskörperschaften, Stiftungen und Anstalten des öffentlichen Rechts und sonstige öffentlich betriebenen Unternehmen privater Rechtsform die Möglichkeit, Fachkräfteengpässe zu beheben bzw. abzumildern, indem sie in ihren Etats höhere Beträge für entsprechende öffentliche Aufgaben bereitstellen. Solche müssen von den gewählten Vertretern der betreffenden Gebietskörperschaften und sonstigen Einrichtungen mehrheitlich beschlossen werden. Seine Grenze findet dieses Verfahren dann, wenn es keine Bewerbungen auf die ausgeschriebenen Stellen (d. h. einen Fachkräftemangel im engeren Wortsinn) gibt. Bei Absolventen eines Studiengangs kann dieser durch einen „zu scharfen“ Numerus clausus und die Hinnahme hoher Abbrecherquoten für das betreffende Studienfach vom Staat mitverursacht sein.

## Folgen eines Fachkräftemangels
Ein Fachkräftemangel schwächt das mögliche Wachstum einer Branche oder der Gesamtwirtschaft. Insbesondere in Ländern der Dritten Welt, früher auch in den Staaten des Realsozialismus, stellt er auch ein Problem für die Entwicklung der Gesellschaft dar, weil wesentliche Funktionen der Gesellschaft nicht besetzt werden können. In diesen Ländern kann ein „Braindrain“, die Auswanderung qualifizierter Arbeitskräfte, zu einem Fachkräftemangel führen.
Johann Welsch postulierte 2001 aufgrund von Statistiken, dass das Wachstum der (west-)europäischen New Economy durch den Fachkräftemangel an IT-Personal stärker behindert wurde als durch einen Mangel an Risikokapital.
Der Verband Insolvenzverwalter und Sachwalter Deutschlands (VID) gab im August 2022 an, dass seine Mitglieder vermehrt von Unternehmen insbesondere aus der Hotellerie und Gastronomie berichten würden, die aufgrund von Arbeitskräftemangel in die Insolvenz geraten seien, auch wenn „die Zahlen nicht dramatisch ansteigen“. Generell habe sich der Arbeitsmarkt „in den letzten Jahren zu einem Arbeitnehmermarkt entwickelt.“ Man müsse sich, so der VID, „wahrscheinlich von Geschäftsmodellen verabschieden, die auf die freie Verfügbarkeit vieler preiswerter Arbeitskräfte setzen.“ Damit stellt der VID fest, dass auf dem deutschen Arbeitsmarkt zumindest in einigen Branchen nicht nur das Fehlen von Fachkräften zu Problemen führt.

## Sonderfall COVID-19-Pandemie
Der Deutsche Industrie- und Handelskammertag (DIHK) wies 2021 nach, dass selbst in den Pandemie-Jahren 2020 und 2021 der Anteil der Firmen in allen in seinem „Report Fachkräfte 2021“ berücksichtigten Branchen zunahm, die Probleme damit hatten, offene Stellen zeitnah zu besetzen.
Alexandra Mergener benannte 2021 Branchen, die von Fachkräfteengpässen betroffen seien: Demnach zeigten sich „insbesondere in Handwerks- und Bauberufen sowie in der Gesundheits-, Kranken- und Altenpflege Engpässe bei der Besetzung von Fachkräftestellen, die eine Berufsausbildung voraussetzen. Aber auch der Bedarf an Hochqualifizierten, vor allem in den Berufsbereichen Humanmedizin und Informatik, kann derzeit“, so Mergener 2021, „nicht vollständig gedeckt werden.“
Nach der Aufhebung der meisten pandemiebedingten Beschränkungen für Betriebe zeigte sich, dass solche Branchen im Jahr 2022 in Deutschland von Schwierigkeiten extrem betroffen sind, geeignete Fachkräfte einzustellen, in denen es einen „unmittelbaren Corona-Effekt“ gegeben hat: „Besondere Probleme vermelden Branchen wie die Gastronomie oder der Luftverkehr, wo der Einschlag durch die Pandemiebekämpfungsmaßnahmen stark ausgeprägt war und die in größerer Zahl Beschäftigte, vor allem viele geringfügig Beschäftigte, entlassen haben oder wo sich die Betroffenen selbst einen anderen Job in einer anderen Branche gesucht haben.“ Im Februar 2021 wurde Beschäftigten in der Luftfahrtbranche vorausgesagt, dass es nach dem „Corona-Schock“ dauerhaft weniger Arbeitsplätze im Luftverkehr geben werde. Die Lufthansa brach 2020 die Ausbildung von Flugschülern ab. Im Oktober 2021 teilte der Airbus-Konzern jedoch mit, dass „in den nächsten fünf Jahren […] bei den Airlines weltweit rund 100.000 neue Linienpiloten benötigt“ würden. Dies entspreche durchschnittlich 55 Piloten-Neueinstellungen pro Tag. Die Markterholung verlaufe „steiler, als zunächst angenommen.“
Eine „Flucht aus dem Beruf“ hat es als Reaktion auf die Belastungen durch die Pandemie in der Pflegebranche gegeben.

## Prognosen der Entwicklung des deutschen Arbeitsmarktes bis 2060
Bei der Diskussion über einen Fachkräftemangel ist es sinnvoll, Fachkräfteengpässe von Fachkräftemangel als langfristigem, tendenziell alle Regionen und Branchen erfassenden Arbeitsmarktungleichgewicht zu unterscheiden. Der Diagnose, es gebe bereits einen umfassenden Fachkräftemangel bzw. es werde ihn bald geben, liegen dabei typischerweise die folgenden Argumente zugrunde:
Das Angebot an Fachkräften wird aus demografischen Gründen zurückgehen. Im Jahr 2003 sagte das „Institut für Arbeitsmarkt- und Berufsforschung (IAB)“ voraus, „[e]in halbwegs ausreichender Ersatz an qualifizierter Erwerbsbevölkerung wäre […] nur zu erwarten, wenn sich die nachrückenden geburtenschwachen Jahrgänge deutlich besser qualifizieren würden als die demnächst ausscheidenden Älteren. Gerade dies ist derzeit aber nicht in Sicht, denn aus der Bildungsexpansion von einst ist zwischenzeitlich in weiten Teilen Stagnation geworden.“ Im Jahr 2011 stellte das Bundesinstitut für Berufsbildung fest, dass es bei den damals unter 50 Jahre Alten in Deutschland keine Bildungsexpansion mehr gegeben habe.
Als Reaktion auf die demografische Entwicklung schlug Michael Hüther 2012 eine auf „drei Säulen basierende Strategie vor“:
1. die Erhöhung der Anzahl der Anbieter auf dem Arbeitsmarkt, etwa durch eine geregelte Zuwanderung oder eine Erhöhung der Erwerbsbeteiligung;
2. eine längere Arbeitszeit der Erwerbstätigen, zum Beispiel durch eine verlängerte Lebensarbeitszeit oder eine Erhöhung des Vollzeitanteils;
3. die Erhöhung der Produktivität je geleistete Arbeitsstunde durch Humankapitalbildung.[37]

Die Urheber der Prognosen gehen jedoch davon aus, dass weder die Erhöhung der Erwerbsquote (insbesondere der Frauenerwerbsquote) noch Veränderungen der Bildungsbeteiligung (d. h. eine Erhöhung der Quote von Bewerbern mit höheren Schul- bzw. Ausbildungsabschluss) oder eine Verlängerung der durchschnittlichen individuellen Lebensarbeitszeit nicht ausreichen werden, um den demografischen Rückgang auszugleichen. Die Nachfrage nach Fachkräften werde trotzdem steigen oder aber zumindest weniger stark sinken als das Angebot an Fachkräften. Das Verhältnis von Nachfrage und Angebot an Fachkräften werde also aus Sicht der Fachkräfte günstiger. Eine steigende Nachfrage nach Fachkräften könne dabei entweder dadurch zustande kommen, dass Sektoren mit hohem Fachkräfteeinsatz an Bedeutung gewännen, oder aber dadurch, dass technologische Entwicklungen den Einsatz von Fachkräften begünstigten.
Eine langfristige Prognose des Fachkräftebedarfs in Deutschland ist schwierig, da zahlreiche Randbedingungen den Fachkräftebedarf in Deutschland beeinflussen. Eine Studie des Instituts für Weltwirtschaft Kiel kommt beispielsweise zu dem Schluss, dass gerade Berufe der MINT-Fächer besonders leicht ins Ausland verlagert werden können und auch verlagert werden, weil sie zum einen auf einem international standardisierten Wissen basieren (die Naturgesetze gelten überall auf der Welt) und zum anderen keine großen Anforderungen an die Infrastruktur stellen. Die Verlagerung von Fertigungseinrichtungen ins Ausland ist deutlich aufwändiger. Auch Tätigkeiten in medizinischen und juristischen Berufen sowie in vielen anderen Dienstleistungsberufen können schwer ins Ausland verlagert werden, da diese Berufe eine große Kundennähe erfordern.
Bereits 2012 warnte die gewerkschaftsnahe Hans-Böckler-Stiftung vor Prognosen des Typs: „Im Jahre x werden y Millionen Fachkräfte fehlen und insbesondere z Tausend Stellen für diese und jene Fachkräfte nicht besetzt werden können.“ Bereits bei der Analyse des Ist-Zustandes werde zudem regelmäßig unterschlagen, dass es zeitgleich mit Fachkräfteengpässen auch Arbeitslose gebe, die es schwer hätten, einen (ihrer Qualifikation entsprechenden) Arbeitsplatz zu finden.
Das Kompetenzzentrum Fachkräftesicherung (Kofa) des Instituts der deutschen Wirtschaft (IW) meldete Anfang Dezember 2022, dass die sogenannte Fachkräftelücke – die Zahl der offenen Stellen, für die es rechnerisch bundesweit keine passend qualifizierten Arbeitslosen gibt – im dritten Quartal 2022 auf 573.000 gesunken war. Ein deutlicher Fachkräftemangel bestehe weiterhin in den Bereichen „Gesundheit, Soziales, Lehre und Erziehung“, „Bau, Architektur, Vermessung und Gebäudetechnik“, „Naturwissenschaft, Geografie und Informatik“ sowie „Rohstoffgewinnung, Produktion und Fertigung“.
Den Trend auf dem Markt für Ausbildungsstellen dokumentierte das Bundesministerium für Wirtschaft und Klimaschutz 2021 in einem fact-sheet. Demnach sank die Zahl der neuen Ausbildungsverträge von 2008 (616.300) bis 2021 (473.000) um 143.000. 63.200 gemeldete Ausbildungsplätze waren 2021 nicht besetzt; 24.600 Bewerber waren im selben Jahr unversorgt. Zu dieser Zahl sind 43.200 Menschen im Übergangssystem hinzuzurechnen.

## Diskussionen von Ökonomen, Sozialwissenschaftlern und Politikern in Deutschland
Empirisch belegt ist der Trend, dass in Deutschland über Jahrzehnte hinweg mehr Arbeitskräfte in den Ruhestand treten werden, als Abgänger von deutschen Schulen in das Berufsleben eintreten werden. Belegt ist ferner, dass die Arbeitslosenquote umso niedriger ist, je besser die Schul- und Berufsbildung einer Gruppe von Erwerbspersonen sind, dass also selbst eine Zunahme der Zahl gering qualifizierter Arbeitsloser nicht notwendigerweise zu einer Entspannung des Arbeitsmarkts für Fachkräfte führt.
Einige Autoren sagen voraus, dass es in Deutschland in naher Zukunft sogar wieder einen allgemeinen Mangel an Arbeitskräften geben könnte, dessen Intensität bei Arbeitskräften mit hohen Qualifikationen besonders hoch wäre.
Das Institut für Arbeitsmarkt- und Berufsforschung (IAB) rechnete 2021 für Deutschland aus, dass die Gesamtmenge der potenziell zur Verfügung stehenden Erwerbspersonen in Deutschland von 47,4 Millionen Personen (2020) bis 2035 voraussichtlich um 7,2 Millionen, bis 2060 noch einmal um 8,9 Millionen Arbeitskräfte sinken werde. Ein gleich groß bleibendes Erwerbspersonenpotenzial lasse sich bis 2035 nur erreichen, wenn die Netto-Zuwanderung 400.000 Personen pro Jahr betrage, d. h. wenn 400.000 Personen mehr nach Deutschland zuwanderten als von dort abwanderten.
Der Vorstand Regionen der Bundesagentur für Arbeit Daniel Terzenbach betonte Ende 2021, dass dem Arbeitsmarkt in den kommenden Jahren hoch qualifizierte deutsche und ausländische Fachkräfte durch Renteneintritte der geburtenstarken Jahrgänge der Babyboomer sowie durch Fortzüge verlorengehen würden, zumal mit Rückholaktionen osteuropäischer Länder für ihre Fachkräfte zu rechnen sei. Angesichts der weltweiten Konkurrenz um Fachkräfte und des demografischen Wandels seien eine gezielte Einwanderungspolitik und eine „echte Willkommenskultur“ erforderlich, nicht nur eine „Akzeptanzkultur“.
Thomas Straubhaar sprach sich 2016 gegen die Annahme aus, dass es nach den 2020er Jahren wieder einen allgemeinen Arbeitskräftemangel geben werde. Die Arbeitsmarktlage müsse auch langfristig nach Branchen und Regionen differenziert werden. Aufgrund der Digitalisierung weiter Bereiche der Wirtschaft werde es eine Zunahme der Arbeitsproduktivität geben, deren Ausmaß nicht verlässlich abgeschätzt werden könne. „Wenn zwischen 2016 und 2060 pro Jahr eine Effizienzsteigerung von etwa einem Dreiviertelprozent erreicht wird, werden 2060 genau die 34 Millionen Erwerbspersonen gebraucht werden, die bei einer erwarteten Nettozuwanderung von jährlich 100.000 Personen in Deutschland verfügbar sein werden. Sollte die jährliche Nettozuwanderung sogar 200.000 Personen betragen, genügt bereits eine arbeitssparende Effizienzsteigerung von einem halben Prozent, damit sich die Effekte von Demografie und Digitalisierung gerade die Waage halten“, meint Straubhaar. Im Hinblick auf die Zuwanderung müsste ergänzt werden, dass sich unter den Zuwandernden und deren Abkömmlingen eine hinreichend große Zahl von Menschen mit nachgefragten Qualifikationen befinden muss, damit Straubhaars Rechnung aufgehen kann.
2019 kamen die Berechnungen einer Studie der Boston Consulting Group zu dem Ergebnis, dass in Deutschland bis 2025 ein Wegfall von bis zu 300.000 Arbeitsplätzen durch Robotik „drohe“, was aber laut dem BCG-Geschäftsführer Daniel Küpper angesichts „des weiter zunehmenden Fachkräftemangels“, von vielen der zum Zwecke der Studie befragten Unternehmen, „als Entlastung wahrgenommen“ werde.

### Zukunft des Niedriglohnsektors
Die Hans-Böckler-Stiftung kommentierte 2018 kritisch Pläne, die „Positivliste“ der Bundesagentur für Arbeit abzuschaffen, auf der Berufe angeführt waren, bei denen nach Ansicht der BfA Fachkräfteengpässe bestehen. Diese Liste wurde von vielen als Hindernis für die Vermittlung von Arbeitskräften aus dem Ausland bewertet. Einwanderung sei, so die Hans-Böckler-Stiftung, „nicht dafür da, den deutschen Niedriglohnsektor mit Personal zu versorgen.“

## Kritische Bewertung des Diskurses

### Missbrauchsvorwurf
Der Begriff Fachkräftemangel wird auch interessengeleitet verwendet. Es wird dann missbräuchlich von Fachkräftemangel gesprochen, obwohl eigentlich kein solcher existiert.

### Motive und Zwecke von Manipulationen
In den 2010er Jahren wurde vielfach Unternehmen und ihren Verbänden  unterstellt, sie behaupteten nur, dass es in ihrer Branche einen Fachkräftemangel (bzw. Fachkräfteengpass) gebe.
Qualifizierte Fachkräfte sind für Unternehmen ein wertvoller Produktionsfaktor. Manche Arbeitgeber entlohnen Fachkräfte unangemessen niedrig, wenn ein Überangebot an ihnen existiert.  Daher erscheint es für Arbeitgeber oft ökonomisch sinnvoll, einen aktuellen oder zukünftigen Fachkräftemangel zu behaupten, obwohl es allenfalls einen Fachkräfteengpass in der betreffenden Branche und/oder Region gibt, um ein Überangebot an Arbeitskräften zu erreichen oder um politische Entscheidungen in ihrem Interesse zu lenken (z. B. die Forderung nach Erhöhung der Arbeitszeit, Absenkung von Verdienstschwellen ausländischer Fachkräfte oder Erhöhung des Rentenalters.) Daten aus Thüringen belegen, dass „nicht alle ausländischen Arbeitskräfte entsprechend ihrer Qualifikation“ eingestellt werden und zum Teil massive Einkommensunterschiede zwischen Fachkräften aus Deutschland, anderen EU-Ländern und Asylherkunftsstaaten existieren. Ferdinand Knauß gibt an, dass der Fachkräftemangel-Diskurs Folge eines Interessenkofliktes zwischen Arbeitgebern und Arbeitspolitik sei, welcher jedoch fast nie offen als solcher diskutiert werde. Das Ausgehen vom Konzept einer industriellen Reservearmee sei daher „nicht ganz“ unberechtigt.

### „Trittbrettfahrer-Mentalität“ und Passivität
Häufig zu hören ist das Argument, es gebe deshalb in Deutschland immer weniger Ausbildungsstellen, weil (zu) viele Schüler und deren Eltern es für erstrebenswert hielten, dass der junge Mensch die Hochschulreife erwirbt und anschließend ein Hochschulstudium erfolgreich abschließt. Dadurch mangele es der Wirtschaft an für eine betriebliche Ausbildung geeigneten Bewerbern.
Die Gewerkschaft Erziehung und Wissenschaft (GEW) bewertete 2017 Klagen über zu geringe Bewerberzahlen für eine betriebliche Ausbildung seitens der Wirtschaft als unglaubwürdig. Seit 2011 habe sich der Anteil der Unternehmen in Deutschland, die sich an der Berufsausbildung beteiligen, von 25 auf 20 Prozent verringert. 20.000 junge Leute, die 2016 einen Ausbildungsplatz gesucht hätten, seien zum 30. September 2016 arbeitslos gemeldet gewesen. Weitere 60.000, die gerne eine Lehre begonnen hätten, hätten sich für einen weiteren Schulbesuch oder die Aufnahme eines Studiums entschieden (20.000 unter den 60.000 Genannten hätten eine Hochschulzugangsberechtigung besessen). Insgesamt hätten im Herbst 2016 80.000 junge Leute der Bundesanstalt für Arbeit gegenüber erklärt, (weiterhin) an der Aufnahme einer dualen Berufsausbildung interessiert zu sein. Das beschriebene Verhalten der Firmen sei, so die GEW, Indiz für die Ausbreitung einer „Trittbrettfahrer“-Mentalität, bei der Firmen gerne fertig ausgebildete junge Leute einstellen, die andere ausgebildet haben, anstatt selbst die künftigen Fachkräfte auszubilden, die sie (später) benötigen.
Häufig wird auch potenziellen Ausbildern bescheinigt, sie seien nicht bereit, „problematische“ Bewerber mit Mängeln hinsichtlich der Eingangsvoraussetzungen für ihre Ausbildung selbst „nachzuschulen“. So werde Bewerbern für eine betriebliche Ausbildung oft eine mangelnde Ausbildungsreife attestiert, und Hochschulen bescheinigten vielen zu einem Studium Berechtigten eine mangelnde Studierfähigkeit. Im November 2012 kritisierten die Erziehungswissenschaftlerinnen Bettina Kohlrausch und Heike Solga, dass es „keine Untersuchungen dazu“ gebe, „1) inwieweit Hauptschüler/innen, die sich erfolglos um eine Ausbildung beworben haben, Defizite in ihrer Ausbildungsreife aufweisen und 2) ob sie sich von Hauptschulabgänger/innen mit einem Ausbildungsplatz hierin wirklich unterscheiden.“

### „Phantomdebatte“
In der Diskussion sind auch immer wieder zusätzliche Anwerbeanstrengungen für Fachkräfte aus dem Ausland, obwohl viele eingewanderte Hochqualifizierte in Deutschland bereits im Niedriglohnsektor arbeiten und keine ihrer Qualifikation entsprechende Position erlangen. Öffentliche Aufmerksamkeit erregte eine Studie des Arbeitsmarktexperten Karl Brenke vom DIW, weil sie kurz nach einer Vorabveröffentlichung durch seinen Institutsdirektor Klaus F. Zimmermann redigiert wurde.

„So tauchen in der neuen Fassung komplett neue Passagen auf: ‚Die zeitliche Perspektive ist die aktuelle Situation – mit Blick auf die Ausbildung der nächsten vier bis fünf Jahre. Mittel- und längerfristige Trends sind nicht das Thema dieses Berichts‘, heißt es jetzt etwas verquer formuliert gleich zu Anfang. Übersetzt soll das wohl heißen: Brenke bezweifelt nunmehr den von seinem Chef heraufbeschworenen Fachkräftemangel nicht. Auch die ursprüngliche Überschrift ‚Fachkräftemangel in Deutschland: eine Fata Morgana‘ wurde in eine Harmlosvariante geändert: ‚Fachkräftemangel kurzfristig noch nicht in Sicht‘.“

Lars Niggemeyer sieht in der Diskussion über den angeblichen Fachkräftemangel eine Phantomdebatte, die dem Interesse der Arbeitgeber nach einem Überangebot an Arbeitskräften, längerer Lebensarbeitszeit, Wochenarbeitszeit, Ausweitung der Zuwanderung und niedrigen Löhnen dient. Im Interesse der Arbeitnehmer sollten ganz andere Punkte diskutiert werden: „[…] die Umverteilung der Arbeit durch Arbeitszeitverkürzung und der Ausbau der Beschäftigung im öffentlichen Dienstleistungssektor, bei Gesundheit, Pflege, Bildung und Erziehung […].“ ()
Heiko Mell veröffentlichte 2015 einen Beitrag in VDI-Nachrichten, in dem er die Behauptung eines aktuellen Ingenieurmangels zurückwies:

„Fest steht […] dass sich die Industrie nicht so benimmt, als würden ihr 50.000 Ingenieure fehlen. […] Ich weiß, wie es aussieht, wenn die Industrie verzweifelt Arbeitskräfte (z. B. Ingenieure) sucht: Umfassende Werbekampagnen, Geld spielt kaum eine Rolle, es wird in den einschlägigen Medien inseriert, dass es nur so „raucht“. Zusätzlich sind in solchen Situationen die Unternehmen zu Kompromissen beim Anforderungsprofil bereit, zusätzlich saugen sie alle Berufseinsteiger auf, deren sie habhaft werden können, Arbeitslose sind ebenso gern gesehen wie Ältere. Davon kann im Augenblick keine Rede sein.“

In einer Veröffentlichung der Hans-Böckler-Stiftung wurden 2018 die vom Deutschen Industrie- und Handelskammertag herausgegebenen Zahlen zum Fachkräftebedarf als „unsinnig“ bewertet. Zu der Zahl „1,6 Millionen unbesetzte Stellen“ gelange man, wenn man davon ausgehe, dass 48 Prozent der in Deutschland existierenden Unternehmen genau eine offene Stelle nicht besetzen könnten. Bei einem echten Fachkräftemangel müsste es aber in größeren Unternehmen mehr als nur eine offene Stelle geben. Abgesehen davon sei eine Vakanzzeit von zwei Monaten zu knapp bemessen. Selbst in Zeiten mit hohen Arbeitslosenzahlen dauere es oft länger, bis ein Bewerber seine Arbeit im Unternehmen aufnehmen könne. Der DIHK sei „nur eine von vielen Organisationen, die dubiose Zahlen veröffentlichen.“ Es gebe zwar Branchen, denen wirklich Fachkräfte fehlten, aber das Problem sei „nicht so gravierend, wie manche Lobbyisten es beschreiben.“

## Maßnahmen gegen Fachkräftemangel
Wird ein Fachkräftemangel befürchtet, werden gängigerweise Maßnahmen in den Bereichen Bildung, Vereinbarkeit von Beruf und Familie und Zuwanderung gefordert, um das heimische und das internationale Angebot an qualifizierten Fachkräften zu erhöhen. Angesichts der 2022 verstärkt einsetzenden Inflation ist gefordert worden, einerseits durch Quereinstieg und durch ein Herausholen aus dem Minijob-Status einheimische Arbeitskräfte zu gewinnen und andererseits durch vereinfachte Verfahren für die Anerkennung ausländischer Berufsqualifikationen und gezielte Nachqualifizierung ausländische Arbeitskräfte zu gewinnen.
Der Koalitionsvertrag 2021–2025 sieht eine Gewinnung von Fachkräften „durch bessere Bildungschancen, gezielte Weiterbildung, die Erhöhung der Erwerbsbeteiligung sowie durch eine Modernisierung des Einwanderungsrechts“ vor.

### Vereinfachung der Zuwanderung von Fachkräften aus dem Ausland
Auf Basis der Richtlinie 2009/50/EG (Hochqualifiziertenrichtlinie) wurde die Blaue Karte EU eingeführt, die insbesondere hochqualifizierten Drittstaatsangehörigen den Aufenthalt in der EU ermöglichen soll. In Deutschland wurde die Blaue Karte EU zum 1. August 2012 eingeführt.
Am 19. November 2018 legte das Bundesinnenministerium einen Entwurf für ein Fachkräfteeinwanderungsgesetz vor, das die Einwanderung qualifizierter Arbeitskräfte aus Drittstaaten erleichtern soll. Der Entwurf wurde am selben Tag vom Kabinett gebilligt. Das Fachkräfteeinwanderungsgesetz wurde am 15. August 2019 erlassen und trat im Wesentlichen am 1. März 2020 in Kraft (BGBl. I S. 1307, siehe auch: Migrationspaket). Die Ampelkoalition hat sich im Koalitionsvertrag vorgenommen, den Zuzug von Fachkräften aus Drittstaaten nach Deutschland zu vereinfachen. Unter anderem soll die Anerkennung von beruflichen Qualifikationen vereinfacht werden. Das Bundeskabinett beschloss am 1. Dezember 2022 Eckpunkte für ein Gesetz, das es für Menschen aus Ländern außerhalb der Europäischen Union (EU) attraktiver machen soll, in Deutschland zu arbeiten. Menschen, die die bestimmte Kriterien erfüllen, sollen künftig mit einer „Chancenkarte“ zunächst für ein Jahr nach Deutschland kommen können. Zu den Kriterien zählen als Grundvoraussetzungen: grundlegende Deutschkenntnisse oder sehr gute Englischkenntnisse, eine mindestens zweijährige Berufsausbildung oder ein im Herkunftsland anerkannter Hochschulabschluss sowie ein gesicherter Lebensunterhalt. Seit der Einführung der Chancenkarte im Juni 2024 bis Ende September 2024 wurde diese Karte von knapp 2360 Ausländern beantragt, 15 % der Anträge wurden abgelehnt.

### Ausschöpfung des inländischen Erwerbspersonenpotenzials
Es gibt die Forderung, verstärkt heimische Arbeitskräfte einzusetzen, und nicht auf einen nachhaltigen Wandel durch eine gesteuerte Zuwanderung zu hoffen. Vernachlässigt werden bei dieser Hoffnung regelmäßig die Kosten, die dadurch entstehen, dass es Jahre dauert, bis Fachkräfte, die die deutsche Sprache nicht oder nur mangelhaft beherrschen, in der Lage sind, alle Beteiligte zufriedenstellende Gespräche auf Deutsch zu führen. So forderte Alt-Bundeskanzler Helmut Schmidt die Wirtschaft 2010 auf, Fachkräfte auszubilden und heimische Quereinsteiger einzusetzen.

### Dienstverpflichtung von Beschäftigten im öffentlichen Dienst
Bund, Länder und Kommunen verfügen in Deutschland aufgrund der Treuepflicht von Beamten über besondere Instrumente zur Handhabung von Personalengpässen. So verhängte das Land Bayern eine Pensionierungssperre für nicht dienstunfähige und nicht schwerbehinderte Beamte, die vorzeitig aus dem Dienst scheiden wollten, und lehnt Anträge auf Teilzeitarbeit aus anderen als familiären Gründen ab. Sachsen weist bei Lehrkräften eine Seiteneinsteigerquote von 52 Prozent auf. Hessen reaktiviert 2017 Pensionäre. In vielen Ländern werden Gymnasiallehrer (teilweise) an Grundschulen versetzt.